# حبيل الادرم (قفل شمر)

تعديل مصدري - تعديل

حبيل الادرم هي إحدى قرى عزلة الدانعي بمديرية قفل شمر التابعة لمحافظة حجة، بلغ تعداد سكانها 132 نسمة حسب تعداد اليمن لعام 2004.